# Demografia da Moldávia

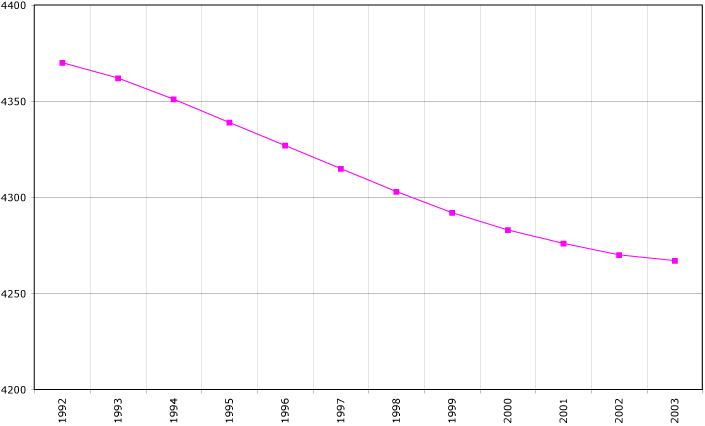
Evolução da População da Moldávia

Embora a Moldávia seja de longe a mais densamente povoada das ex-repúblicas da União Soviética com 129 hab./km² em 1990, em comparação com 13 hab./km² para a União Soviética como um todo, tem poucas grandes cidades. 
A maior e mais importante cidade é Chişinău, a capital do país e seu mais importante centro industrial. Fundada em 1420, Chişinǎu está localizada no centro da república, sobre o rio Bîc, com uma população em 1990 de 676.000. A população da cidade era composta por um número de moldavos ligeiramente superior a 50%, com os russos constituindo cerca de 25% e ucranianos 13%. A proporção de russos e ucranianos que vivem na capital diminuiu nos anos imediatamente após 1989, devido à emigração resultante de mudanças políticas e da agitação civil nacionalista inspirada pela Frente Popular. Em 2004, Chişinău tinha 647 000 pessoas, sendo os moldavos uma maioria decisiva, compreendendo mais de 70% da população total da cidade, sendo os russos a segunda maior parcela, com 13,7%. Ucranianos, búlgaros, judeus, gagaúzes e outros compõem o resto.
A segunda maior cidade da república, Tiraspol, tinha uma população de 184.000 em 1990. Está localizado na Transnístria e é a capital de um Estado separatista não reconhecido, A República Pridnestroviana Moldava, criada em 1991. A cidade manteve-se um importante centro de administração, transportes, e indústria. Em contraste com Chişinǎu, Tiraspol era apenas cerca de 18% etnicamente moldava, com a maioria da população composta por russos (41%) e ucranianos (32%). Devido às deportações e da emigração, durante e depois da guerra de 1992 entre a Moldávia e a república separatista, a população moldava diminuiu em 13%.
Outras cidades importantes incluem Bălţi, com uma população de 162.000, em 1990, e Bendery, com uma população de 132.000, no mesmo ano. Como em Tiraspol, a etnia moldava era também minoritária. Nos 15 anos após a Moldávia ter alcançado a independência, a população de Bǎlţi sofreu muitas mudanças, uma delas é que os moldávios se tornaram maioria na cidade, apesar dos habitantes russos e ucranianos ainda serem a maioria política, económica e intelectual.

## Urbanização
Tradicionalmente um país rural, a Moldávia gradualmente começou a mudar a sua característica sob o jugo soviético. Com o densenvolvimento industrial, as áreas urbanas tornaram-se lugar de novos empregos e serviços, fazendo com que suas população crescesse. Os novos moradores eram não só moldavos transferidos de áreas rurais, mas também muitos russos e ucranianos que haviam sido contratados para preencher cargos na indústria e no governo. Em 1989, a Moldávia possuia uma grande proporção de população urbana, com cerca de metade desta população em Chişinǎu.
Bem como uma grande proporção do população rural (80%), mas apenas 23% da etnia vivida na Moldávia dez maiores cidades da república. Alguns emigraram para a Romênia no final do Segunda Guerra Mundial, e outros perderam a vida ou foram deportados no pós-guerra pelas "Purgas Soviéticas". Como consequência do crescimento industrial, houve significativa imigração de outras nacionalidades, principalmente russos e ucranianos, para a RSS da Moldávia. Ao contrário dos moldávios, os russos tendiam a ser populações urbanas na Moldávia; mais de 72% deles viviam nas dez maiores cidades em 1989. Muitos deles chegaram à RSS da Moldávia após esta ter sido anexada pelo governo soviético em 1940. Eles migraram para aliviar a escassez de qualificações na recém criada RSS da Moldávia, por causa da rápida industrialização, bem como por causa da guerra e das deportações. Os russos instalaram-se principalmente em Chişinǎu e Bendery e nas cidades de Tiraspol e Dubăsari na margem esquerda do rio Dniestre. Apenas cerca de 25% russos da Moldávia viviam na Transnístria início da década de 1990.
Em 1990, a taxa de divórcio da Moldávia, de 3,0 divórcios por população tinha aumentado desde 1000 1987 a taxa de 2,7 divórcios por 1000 habitantes. O costume de casamento salienta foram agravados por uma sociedade na qual as mulheres eram esperados para executar a maior parte das afazeres domésticos para além do seu trabalho fora de casa. Combinar estas foram Condições lotaram habitação (com a sua consequente falta de privacidade) e, sem dúvida, 
a crescente crise política, que acrescentaram suas próprias linhagens. Um dos traços característicos da Moldávia, é a sua diversidade étnica. Quanto mais cedo o início do século XVIII, moldavos príncipe e estudioso Dimitrie Cantemir Ele observou que "não acreditar que ali [existia] um único país do tamanho da Moldávia, em que tantos e tão diversos povos se encontram." 
- Faixas etárias
  - 0-14 anos: 20,2% (homens 459.452/mulheres 442.725)
  - 15-64 anos: 69,5% (homens 1.489.813/mulheres 1.606.202)
  - 65 anos para cima: 10,3% (homens 169.038/mulheres 288.191) (2005 est.)

- Média etária
  - Total: 32,22 anos
  - Homens: 30,14 anos
  - Mulheres: 34,27 anos (2005 est.)

- Mortalidade infantil
  - Total: 40,42 mortes/1.000 nascimentos
  - Homens: 43,11 mortes/1.000 nascimentos
  - Mulheres: 37,58 mortes/1.000 nascimentos (2005 est.)

- Expectativa de vida
  - Total: 65,18 anos
  - Homens: 61,12 anos
  - Mulheres: 69,43 anos (2005 est.)

## Composição étnica

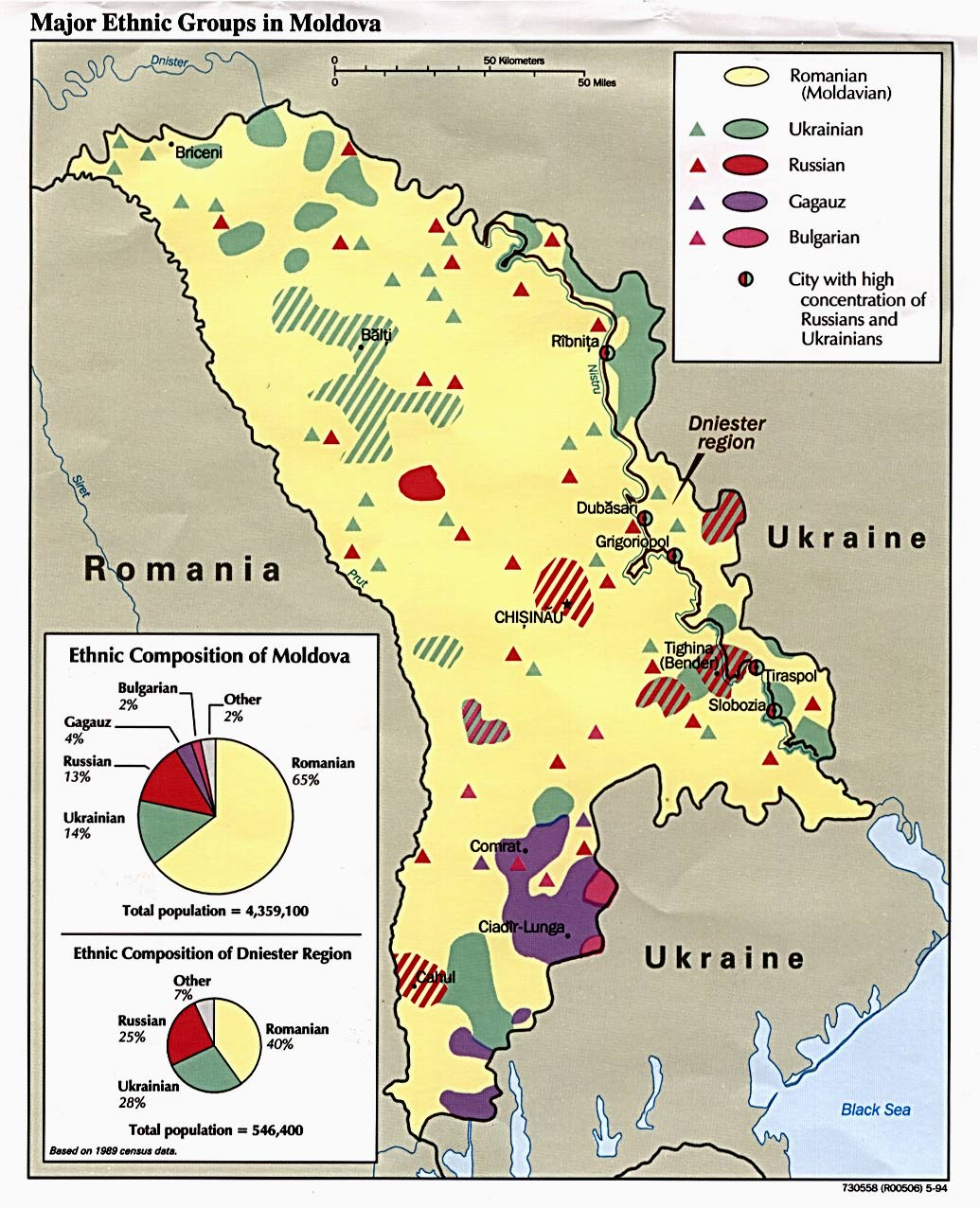
Composição étnica em 1989.

A definição de grupos étnicos é um assunto muito disputado e as seguintes informações devem ser tratadas com cautela. A questão principal trata da identidade entre moldávios e romenos, e também da questão linguística (veja língua moldávia). A distinção entre Romenos e Moldávios tem sido marcada por uma imensa discussão política, com alguns argumentando se tratarem de grupos étnicos diferentes e outros de subgrupos.
No momento do censo 1989, a população da Moldávia era de 4 335 400. A maior nacionalidade na república eram os moldávios, com 2.795.000, representando 64,5% da população. As outras principais nacionalidades eram ucranianos, cerca de 600 000 (14%); russos, cerca de 560 200 (13,0%); gagaúzes, cerca de 153 000 (4%); búlgaros, cerca de 88 000 (2%); e judeus, cerca de 66 000 (2,0%). Houve também, mas em número menos apreciável, bielorrussos, polacos, roma (ciganos), e alemães na população. Moldavos étnicos na Transnístria representavam apenas 40% da população em 1989, seguido pelos ucranianos (28%), russos (25%), búlgaros (2%), e gagaúzes (1%). No início da década de 1990, houve uma considerável emigração a partir da república, principalmente de áreas urbanas e principalmente pelas minorias não-moldava. Em 1990 tinha emigrada 6,8% da população. Este número subiu para 10% em 1991, e em seguida caiu drasticamente para 2% em 1992.
Dados de 1989 para todo o país:
- População total: 4 335 400.
  - Moldavos: 2 795 000 - 64.5 %
  - Ucranianos: 600 000 - 14 %
  - Russos: 562 000 - 13.0 %
  - Gagaúzes: 153 000 - 4 %
  - Búlgaros: 88 000 - 2 %
  - Judeus: 66 000 - 2 %
  - Outros: bielorrussos, polacos, ciganos e alemães.

Informação contida no Censo Moldávio de 2004 e no Censo da Transnistria de 2004:
| #  | Etnia      | Censo Mold. | % Mold | Censo Transnistriano | % Tran | Total     | %     |
| -- | ---------- | ----------- | ------ | -------------------- | ------ | --------- | ----- |
| 1. | Moldávios* | 2.564.849   | 75.8%  | 177.156              | 31.9%  | 2.742.005 | 69.6% |
| 2. | Ucranianos | 282.406     | 8.3%   | 159.940              | 28.8%  | 442.346   | 11.2% |
| 3. | Russos     | 201.218     | 5.9%   | 168.270              | 30.3%  | 369.488   | 9.4%  |
| 4. | Gagaúzes   | 147.500     | 4.4%   | 11.107               | 2.0%   | 158.607   | 4.0%  |
| 5. | Romenos*   | 73.276      | 2.2%   | NA                   | NA     | 73.276    | 1.9%  |
| 6. | Búlgaros   | 65.662      | 1.9%   | 11.107               | 2.0%   | 76.769    | 1.9%  |
| 7. | Outros     | 48.421      | 1.4%   | 27.767               | 5.0%   | 76.188    | 1.9%  |
| 8. | TOTAL      | 3.383.332   | 100%   | 555.347              | 100%   | 3.938.679 | 100%  |

Nota: Autoridades transnistrianas publicaram somente percentuais dos grupos étnicos; o número de pessoas foi calculado a partir desses percentuais. O número de romenos na Transnistria não foi publicado, sendo incluídos em "outros".